# Křišťálový palác

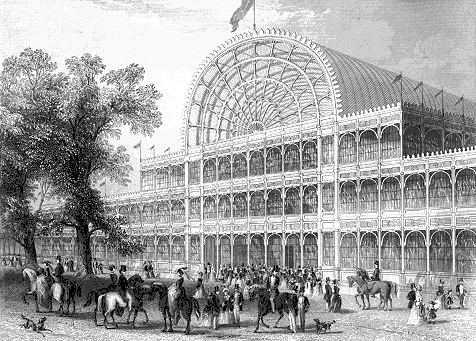
Křišťálový palác v Hyde Parku

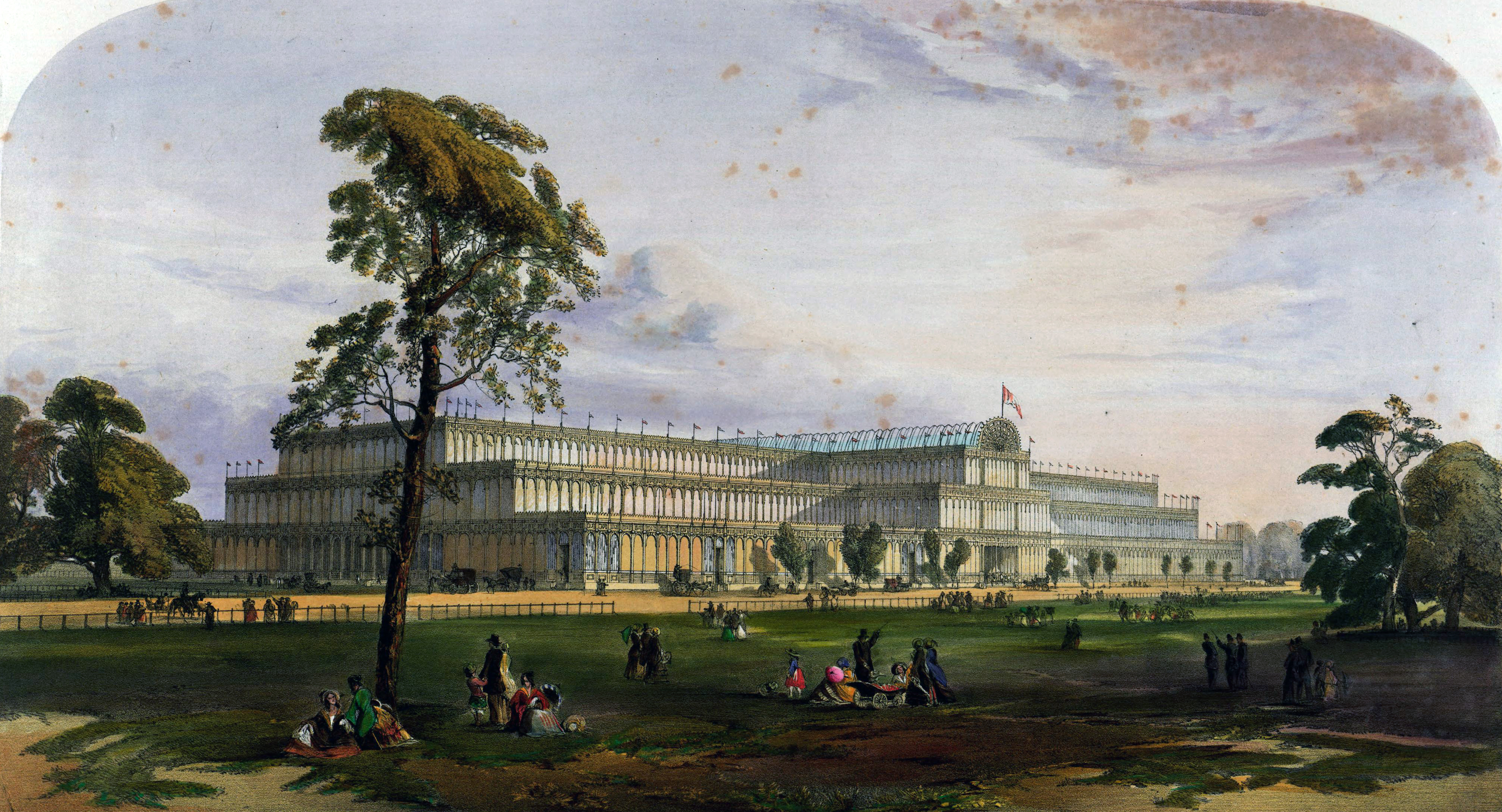
Křišťálový palác v roce 1851

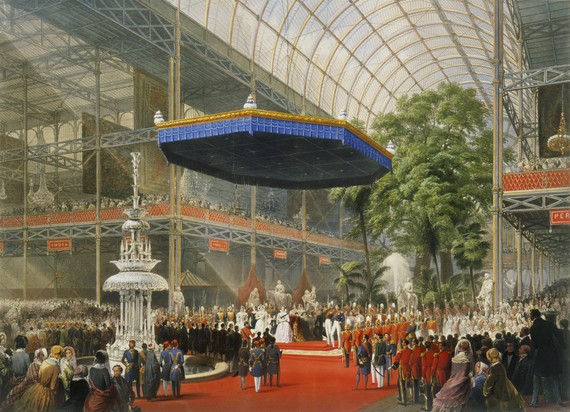
Královna Viktorie otvírá první výstavu v Křišťálovém paláci

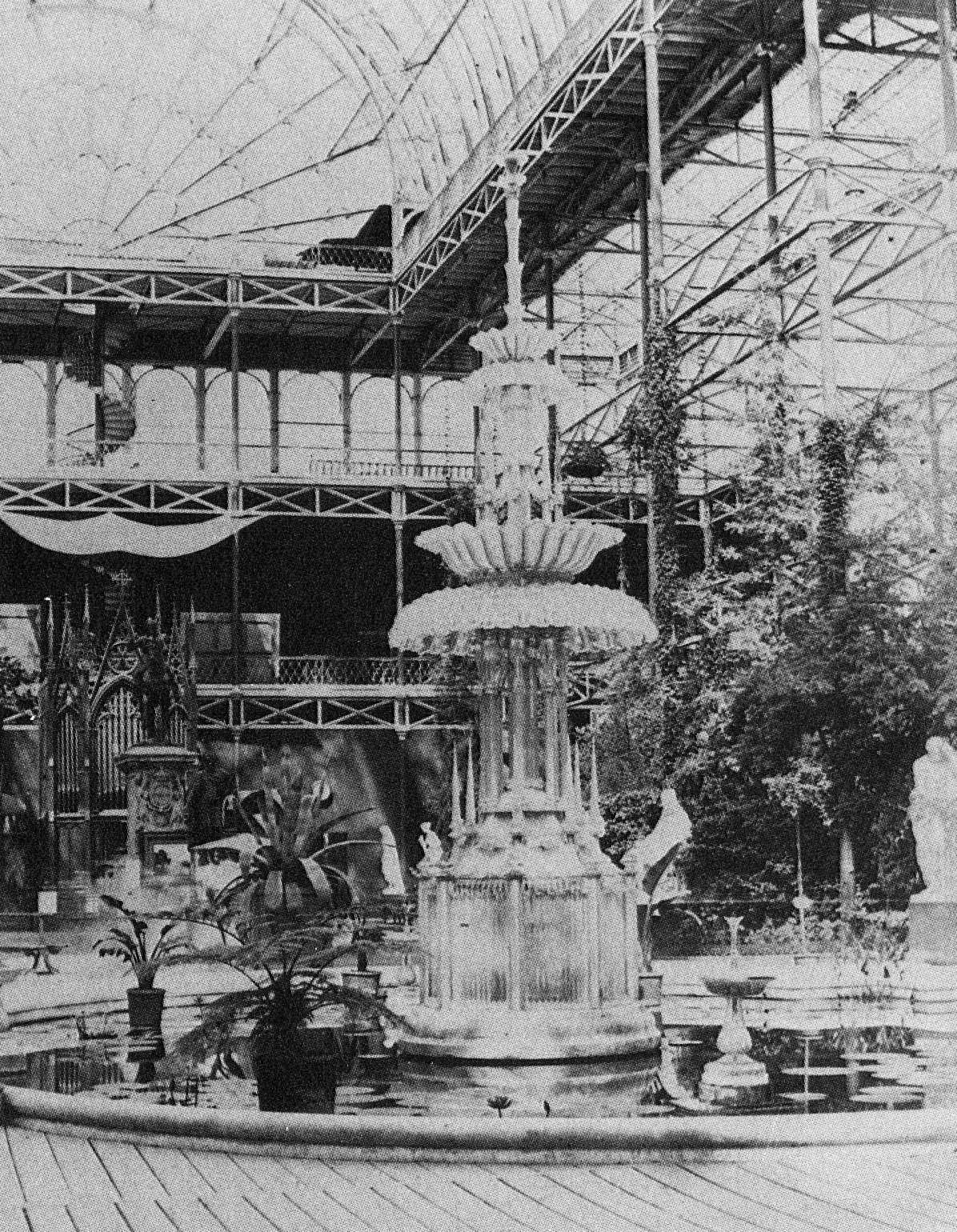
Skleněná fontána v Křišťálovém paláci (1851)

Křišťálový palác (anglicky Crystal Palace) v Londýně byl postaven v roce 1851 v Hyde Parku architektem Josephem Paxtonem pro účely 1. mezinárodní výstavy pořádané v Londýně. Pojmenování stavby vzniklo v satirickém magazínu Punch.

## Historie

### Pozadí
Velká Británie byla v dané době silná politická a hospodářská velmoc. Britský trh nabízel množství výrobků, ale nedokázal je porovnat v mezinárodním měřítku. A tak vznikl nápad uspořádat mezinárodní výstavu. Hlavní zásluhu na uspořádání výstavy měl princ Albert, který byl prezidentem královského spolku pro umění, řemeslo a obchod. Na světové výstavě se měly v mezinárodní konkurenci prokázat kvality britských výrobků a zároveň zvětšit jejich odbyt do celého světa.

### Podmínky soutěže
V roce 1849 byla vyhlášena architektonická soutěž a byly definovány podmínky na stavbu budovy. Prostor pro umístění stavby byl Hyde Park. Na této ploše měly být umístěny univerzální výstavní budovy, které měly být postaveny ve velmi krátkém čase a měly splňovat požadavek demontovatelnosti celého objektu tak, aby po skončení výstavy bylo možné celou budovu přemístit. Výstavní plocha měla vytvářet jeden prostor, který bylo možné dělit mobilními příčkami. Bylo potřeba se vejít do rozpočtu 100 000 liber. Z 233 návrhů na stavbu byl nakonec vybrán návrh, který byl následně předán do soutěže zahradním architektem Josephem Paxtonem.

### Vítězný Paxtonův návrh

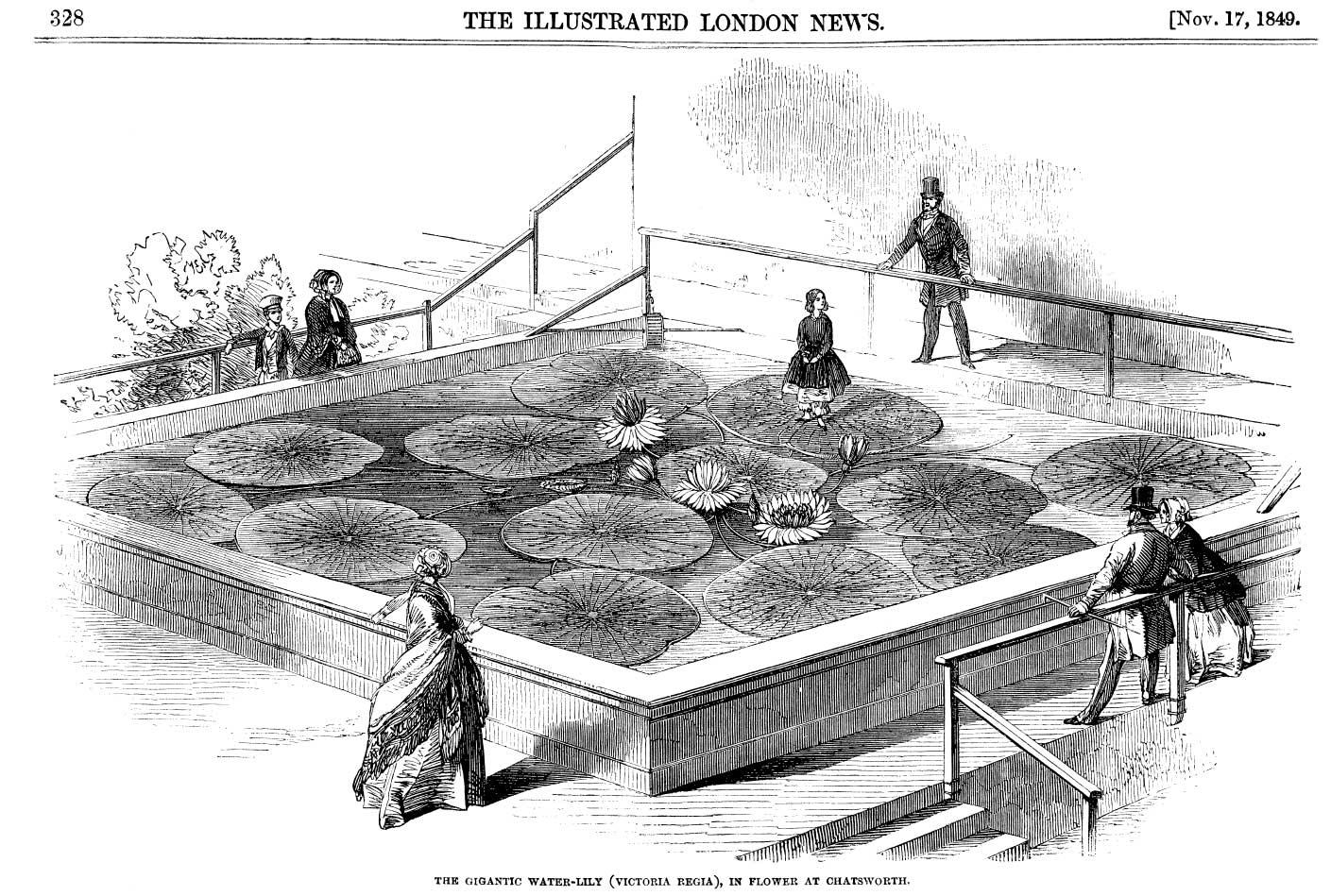
Viktorie královská – leknín, jehož listy unesou člověka

Soutěž vyhrál Joseph Paxton, který byl zahradním architektem v Derbyshire. Výjimečnost jeho návrhu byla založena na principu stavby skleníků, s nimiž měl Paxton bohaté zkušenosti. Při návrhu se inspiroval listy největšího leknínu na světě - viktorie královské. Jde o obrovský leknín, který má průměr přes 2 m. Listy mají žebernatou strukturu, která ovlivňuje jejich vysokou nosnost tak, že jsou schopny unést člověka.
Celá budova byla vyrobena z prefabrikovaných dílců, jejichž montáž byla jednoduchá a demontovatelná. Sestávala z litinových pilířů a výplní bylo sklo. Rozměry budovy byly 564 m (symbolických 1851 anglických stop) x 124 m. Byl použit modul 24 x 24 stop. Dá se říci, že šlo o typ bazilikálního půdorysu s jednou hlavní a dvěma vedlejšími loděmi uprostřed zkřížených transeptem. Právě zde byl umístěn hlavní vstup do budovy. Opakováním stejných stavebních prvků se docílil zvláštní výraz budovy. Hlavní loď byla zastřešená obloukově střechou a z každé strany byly dvě boční lodi zastřešené střechou rovnou, kde byla krytina nahrazena sklem. Hlavní vstup byl umocněn střechou obloukovou, která byla vyvýšená nad celou konstrukcí střechy. Stejné prefabrikované díly byly namalovány stejnou barvou: žlutou, modrou a červenou v poměru 5:3:8. Interiér byl řešen jako univerzální výstavní prostor, který byl předělen jen lehkými mobilními stěnami. Navzdory mocnému emotivním zážitku, který stavba zanechávala v návštěvnících, byla v mnoha směrech nedomyšlená hlavně staticky a zanedbaná byla také roztažnost litiny při konstrukci takových rozměrů.

### Přesun budovy
Život budovy křišťálového paláce byl omezen na dobu trvání světové výstavy, což bylo šest měsíců. Po uplynutí této doby se musela budova demontovat a přemístit. Byla přestěhována do Sydenhamu. Při znovu postavení byla budova upravena, zvětšena a byly odstraněny některé problémy.
Po skončení výstavy v roce 1853 byly v parku u Křišťálového paláce umístěny betonové modely dinosaurů a dalších tehdy známých pravěkých zvířat, které představovaly vůbec první modely tohoto druhu v historii. Vytvořil je sochař Benjamin Waterhouse Hawkins pod vedením vědce Richarda Owena. Modely byly později přesunuty a dnes jsou chráněnou architektonickou památkou.

### Fotografická dokumentace
Fotograf Philip Henry Delamotte byl pověřen, aby zaznamenával demontáž Křišťálového paláce rok po Světové výstavě 1851, a jeho rekonstrukci a rozšíření u Sydenhamu. Projekt skončil v roce 1854. Jeho fotografický záznam o událostech je jedním z nejlepších archivů výstavby budovy a snímky byly publikovány v několika knihách. Patřily k nim některé z prvních knih v historii, ve kterých byly publikovány fotografické tisky. On a Roger Fenton byli mezi prvními umělci, kteří využívali fotografii jako způsob zaznamenávání důležitých události po vynálezu kalotypie. Veřejný archiv anglického dědictví English Heritage obsahuje vzácné album 47 fotografií, které zachycují budovu a exponáty z roku 1859.

### Úpadek budovy
Postupně se však Křišťálový palác stal součástí každodenního života a stavba začala ztrácet výjimečnost. Rovněž začaly chybět finance na údržbu celé stavby. Do určité míry může za úpadek i fakt, že Křišťálový palác byl v neděli, kdy jej mohlo navštívit nejvíce lidí, uzavřen. Bylo řečeno, že v neděli by se neměly dělat žádné práce kolem paláce, a lidé, kteří ho chtějí vidět, má pustit zaměstnavatel z práce přes týden. V roce 1866 zachvátil palác požár, který zničil jednu jeho část. I když se oheň podařilo uhasit, nebyl palác již opraven do původního stavu. Nadále sloužil pro výstavní účely a jako muzeum do roku 1936, kdy 30. listopadu podlehl dalšímu požáru. Zánik významného architektonického díla sledovalo tisíce lidí, oheň byl vidět na míle daleko. Winston Churchill poznamenal: „toto je konec věků“.

## Vliv na další architekty
Křišťálový palác se zapsal do dějin architektury a stal se významným mezníkem, který ovlivnil její další vývoj. Dosud neobvyklé konstrukční řešení dalo směr dalšímu vývoji a ukázalo směřování nové architektury. Princip skeletového konstrukčního systému se začal naplno rozvíjet a ukazovat nové obzory.

## Modely pravěkých zvířat
V roce 1854 byly v parku u budovy Křišťálového paláce umístěny betonové modely pravěkých zvířat, především druhohorních dinosaurů, zhotovené uměleckým sochařem Benjaminem Waterhousem Hawkinsem. Později byly přemístěny do Sydenhamu a dnes jsou stále k vidění ve své renovované podobě. Od roku 2007 jsou britskou chráněnou kulturní památkou. V roce 2020 byl poničen jeden z původních a velmi známých modelů, model prvního vědecky popsaného dinosaura megalosaura, neznámými vandaly.